# Il Castellano
Il Castellano è una villa storica situata nel comune di Porto Sant'Elpidio, nella provincia di Fermo, nelle Marche. 
Appartenuta alla storica famiglia di origine corsa dei Maggiori, sorge su di un'altura situata tra i fiumi Chienti ed Ete Morto nella contrada Castellano

## Storia
Nacque sul sito di una torre romana e di un successivo castello medievale abbattuto nel 600, del quale vi sono tuttora parziali tracce sotto l'ala nord e dal quale deriva la denominazione "Il Castellano", ripresa anche nel nome della frazione del comune di Sant'Elpidio a Mare.
La villa fu inaugurata nel 1625 dal conte Annibale Guerrieri appartenente alla storica famiglia fermana che si estinguerà nei Maggiori.
Questo comprendeva una torre di guardia panoramica. Successivamente vennero aggiunti altri due corpi, l'uno adibito a magazzino e abitazioni della servitù, l'altro invece è caratterizzato da una stalla e da una cappella con le tombe di famiglia. Il cortile venne poi chiuso da altri due corpi di fabbrica, sempre nello stesso secolo.
Nel XX secolo, l'ala destra del corpo centrale della villa fu dimora del conte Ottorino Maggiori e consorte, Lucia De Franceschi, e successivamente del loro secondogenito, conte Dott. Carlo Maggiori, che l'abitò fino alla fine dei suoi giorni.
La villa è attualmente di proprietà della famiglia Scoccini, avendo Giovanni Scoccini ereditato l'ala nord della villa dalla zia Maria Maggiori, mentre l'ala Sud è stata recentemente acquistata da Enrico Scoccini dai cugini Maggiori, riunificando l'intera proprietà, divisa tra due fratelli Maggiori alla morte del Conte Annibale.
La villa è entrata recentemente a far parte del patrimonio tutelato dal Fondo per l'Ambiente Italiano, e vi si tengono eventi culturali e concerti di musica classica.

## Descrizione

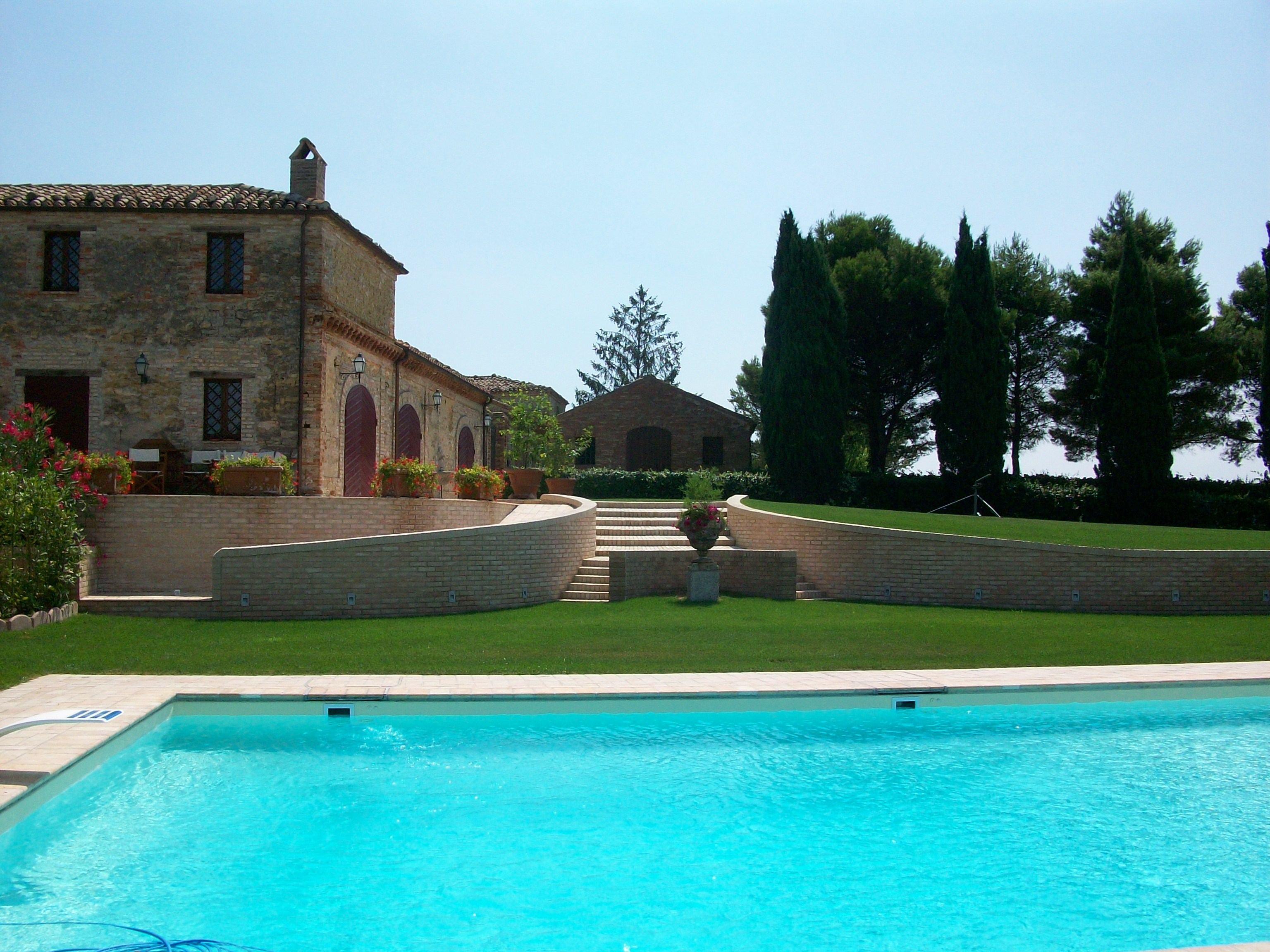
Ingresso della villa
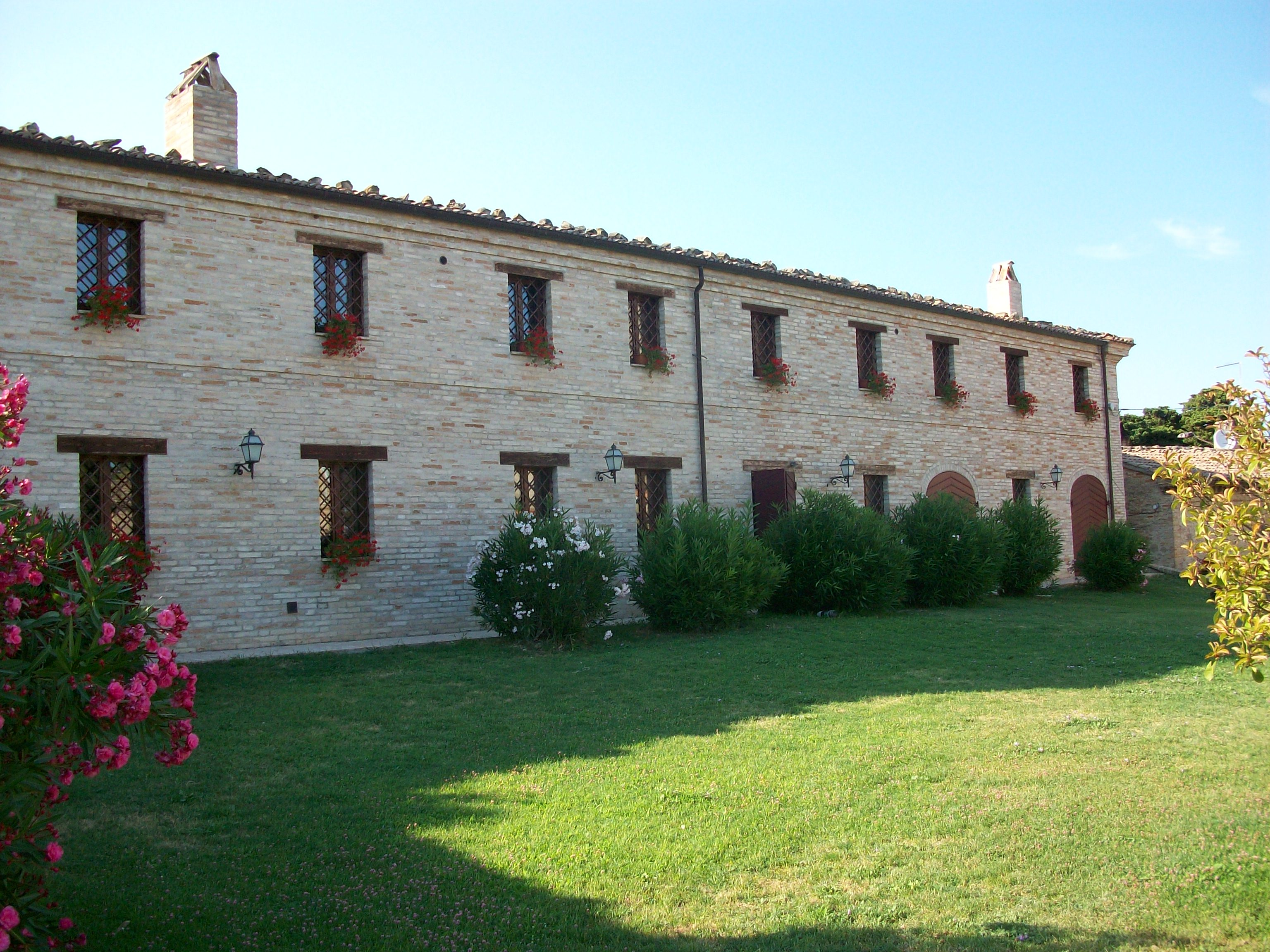
Ala nord

La villa si sviluppa su una superficie di 3500 m² e si sviluppa su tre corpi principali che chiudendosi formano una corte interna di 1000 m² e con un parco di ettari.
Anticamente nell'800, quando questa proprietà era abitata dal conte Annibale Maggiori Guerrieri che comprendeva su una tenuta di 1000 ettari oggi ridotti a 30 
Nella tenuta della villa sono presenti svariate case dei mezzadri, e nei sotterranei sono ancora visibili gli accessi ad alcuni tunnel sotterranei.